# Phalaenites
Phalaenites là một chi bướm đêm thuộc họ Geometridae.